# Kotasaari (ö i Norra Savolax, Inre Savolax, lat 62,89, long 26,13)
Kotasaari är en ö i Finland. Den ligger i sjön Keitele och i kommunen Vesanto i den ekonomiska regionen  Inre Savolax ekonomiska region  och landskapet Norra Savolax, i den centrala delen av landet, 300 km norr om huvudstaden Helsingfors. Öns area är 0,1 hektar och dess största längd är 90 meter i öst-västlig riktning.